# Epirhyssa braconoides
Epirhyssa braconoides là một loài tò vò trong họ Ichneumonidae.